# Nos Braços do Samba
Nos Braços do Samba é um álbum de estúdio da cantora e compositora brasileira Elza Soares, lançado em 1975 pela Tapecar e com produção musical de Ed Lincoln.

## Antecedentes
Elza Soares lançou múltiplos álbuns durante quase 15 anos pela gravadora quatro álbuns pela gravadora Odeon. No entanto, nos últimos anos, a cantora se viu insatisfeita com a prioridade da gravadora no samba com a cantora Clara Nunes. O ápice da insatisfação se deu quando o repertório de um álbum de Elza foi transferido para Clara Nunes. Por isso, a cantora assinou com a Tapecar, pela qual lançou quatro álbuns entre 1974 e 1977, sendo Nos Braços do Samba o primeiro deles.

## Produção
Assim como o antecessor Elza Soares (1974), Nos Braços do Samba contou com produção musical e arranjos de Ed Lincoln. A obra reuniu músicas como "Primeiro Eu", "Nos Braços do Samba" e "Lendas e Festas das Yabás".

## Lançamento e recepção
| Críticas profissionais | Críticas profissionais |
| Avaliações da crítica  | Avaliações da crítica  |
| Fonte                  | Avaliação              |
| ---------------------- | ---------------------- |
| Notas Musicais         | [ 3 ]                  |

Nos Braços do Samba foi lançado em 1975 pela gravadoraTapecar. Com cotação de 3 estrelas de 5, o crítico Mauro Ferreira afirmou que se trata de um álbum inferior ao anterior, embora "valorizado pela produção e pelos arranjos de Ed Lincoln", com destaque para "Primeiro Eu", a canção que abre o projeto.
Em abril de 2021, o álbum foi lançado nas plataformas digitais com distribuição da Deckdisc.

## Faixas
A seguir lista-se as faixas, compositores e durações de cada canção de Nos Braços do Samba:
| Lado A |                              |                                         |         |  |
| N.º    | Título                       | Compositor(es)                          | Duração |  |
| 1.     | "Primeiro Eu"                | Romildo Toninho                         | 2:19    |  |
| 2.     | "Nem Vem (Levo Minha Viola)" | Duduca José Alves Noel Rosa de Oliveira | 3:11    |  |
| 3.     | "Viagem de Jangada"          | Antônio Andrade Tião da Roça            | 3:02    |  |
| 4.     | "Quem É Bom Já Nasce Feito"  | Lino Roberto Wilson Medeiros            | 2:57    |  |
| 5.     | "Debruçado Em Meu Olhar"     | Romildo Bastos Toninho Nascimento       | 3:03    |  |
| 6.     | "Confesso Que Chorei"        | Albano Silva João Fonseca               | 3:19    |  |

| Lado B |                             |                                      |         |  |
| N.º    | Título                      | Compositor(es)                       | Duração |  |
| 1.     | "Lendas e Festas das Yabás" | Aroldo Forde Leôncio                 | 3:21    |  |
| 2.     | "Nos Braços do Samba"       | Dida Neoci Dias                      | 3:12    |  |
| 3.     | "Auera"                     | Erasmo Carlos Marcos Moran           | 3:05    |  |
| 4.     | "Saudade da Minha Inimiga"  | Guilherme de Brito Nelson Cavaquinho | 2:49    |  |
| 5.     | "Deixa Pra Deus Resolver"   | Gilson de Souza                      | 2:04    |  |
| 6.     | "Cansada de Esperar"        | Ciro Vagareza Sidney da Conceição    | 2:53    |  |